# Beaumont (Gers)
Pour les articles homonymes, voir Beaumont.
Beaumont est une commune française située dans le nord du département du Gers en région Occitanie. Sur le plan historique et culturel, la commune est dans le Condomois, une ancienne circonscription de la province de Gascogne ayant titre de comté.
Exposée à un climat océanique altéré, elle est drainée par l'Osse et par divers autres petits cours d'eau.
Beaumont est une commune rurale qui compte 125 habitants en 2022, après avoir connu un pic de population de 402 habitants en 1846.  Elle fait partie de l'aire d'attraction de Condom. Ses habitants sont appelés les Beaumontois ou  Beaumontoises.
Le patrimoine architectural de la commune comprend trois  immeubles protégés au titre des monuments historiques : l'église Notre-Dame de Vopillon, inscrite en 1971, le château, inscrit en 1982 et classé en 1989, et le pont d'Artigues, inscrit en 2017.

## Géographie

### Localisation
La commune est située sur la rive gauche de l'Osse à 7 km à l'ouest de Condom, et sur la Via Podiensis du pèlerinage de Saint-Jacques-de-Compostelle. Elle fait partie de l'Aire urbaine de Condom.

### Communes limitrophes
Les communes limitrophes sont  Larressingle, Larroque-sur-l'Osse, Lauraët, Montréal et Mouchan.
|          | Larroque-sur-l'Osse |              |
| Montréal | Beaumont            | Larressingle |
| Lauraët  | Mouchan             |              |

### Géologie et relief
Beaumont se situe en zone de sismicité 1 (sismicité très faible).

### Hydrographie

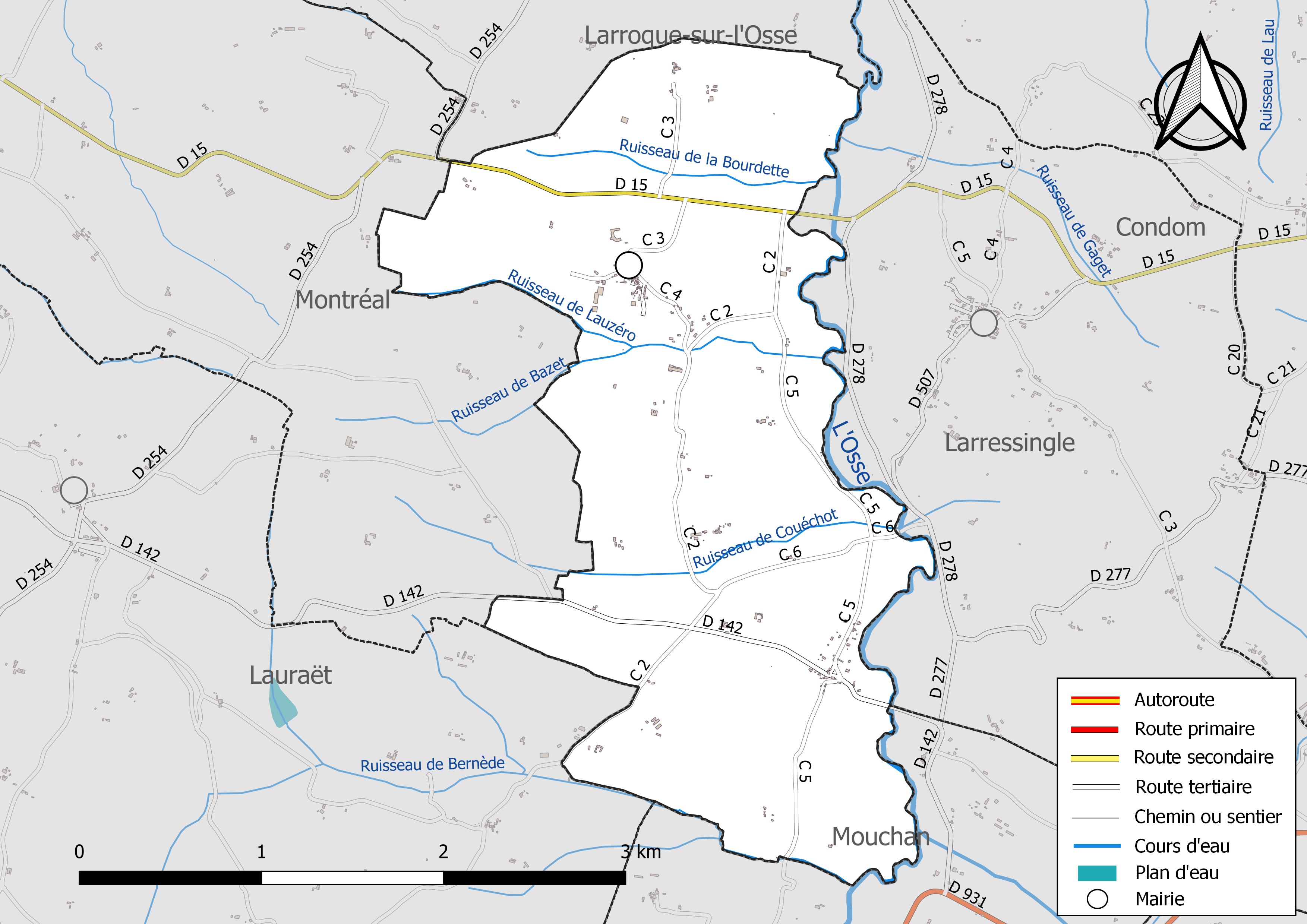
Réseaux hydrographique et routier de Beaumont.

La commune est dans le bassin de la Garonne, au sein du bassin hydrographique Adour-Garonne. Elle est drainée par l'Osse, le ruisseau de Bazet, le ruisseau de Bernède, le ruisseau de Couéchot, le ruisseau de Gaget, le ruisseau de la Bourdette et le ruisseau de Lauzéro, qui constituent un réseau hydrographique de 9 km de longueur totale,.
L'Osse, d'une longueur totale de 120,3 km, prend sa source dans la commune de Bernadets-Debat et s'écoule vers le nord. Il traverse la commune et se jette dans la Gélise à Andiran, après avoir traversé 36 communes.

### Climat
Pour des articles plus généraux, voir Climat de l'Occitanie et Climat du Gers.
En 2010, le climat de la commune est de type climat du Bassin du Sud-Ouest, selon une étude s'appuyant sur une série de données couvrant la période 1971-2000. En 2020, Météo-France publie une typologie des climats de la France métropolitaine dans laquelle la commune est exposée à un climat océanique altéré et est dans la région climatique Aquitaine, Gascogne, caractérisée par une pluviométrie abondante au printemps, modérée en automne, un faible ensoleillement au printemps, un été chaud (19,5 °C), des vents faibles, des brouillards fréquents en automne et en hiver et des orages fréquents en été (15 à 20 jours).
Pour la période 1971-2000, la température annuelle moyenne est de 13,1 °C, avec une amplitude thermique annuelle de 15,5 °C. Le cumul annuel moyen de précipitations est de 787 mm, avec 10,9 jours de précipitations en janvier et 6,5 jours en juillet. Pour la période 1991-2020, la température moyenne annuelle observée sur la station météorologique la plus proche, située sur la commune de Condom à 7 km à vol d'oiseau, est de 13,9 °C et le cumul annuel moyen de précipitations est de 703,8 mm,. Pour l'avenir, les paramètres climatiques de la commune estimés pour 2050 selon différents scénarios d’émission de gaz à effet de serre sont consultables sur un site dédié publié par Météo-France en novembre 2022.

### Milieux naturels et biodiversité
Aucun espace naturel présentant un intérêt patrimonial n'est recensé sur la commune dans l'inventaire national du patrimoine naturel,,.

## Urbanisme

### Typologie
Au 1er janvier 2024, Beaumont est catégorisée commune rurale à habitat très dispersé, selon la nouvelle grille communale de densité à sept niveaux définie par l'Insee en 2022.
Elle est située hors unité urbaine. Par ailleurs la commune fait partie de l'aire d'attraction de Condom, dont elle est une commune de la couronne,. Cette aire, qui regroupe 23 communes, est catégorisée dans les aires de moins de 50 000 habitants,.

### Occupation des sols
L'occupation des sols de la commune, telle qu'elle ressort de la base de données européenne d’occupation biophysique des sols Corine Land Cover (CLC), est marquée par l'importance des territoires agricoles (96,7 % en 2018), une proportion identique à celle de 1990 (96,7 %). La répartition détaillée en 2018 est la suivante : 
terres arables (60,6 %), zones agricoles hétérogènes (31 %), cultures permanentes (5,1 %), forêts (3,3 %). L'évolution de l’occupation des sols de la commune et de ses infrastructures peut être observée sur les différentes représentations cartographiques du territoire : la carte de Cassini (XVIIIe siècle), la carte d'état-major (1820-1866) et les cartes ou photos aériennes de l'IGN pour la période actuelle (1950 à aujourd'hui).

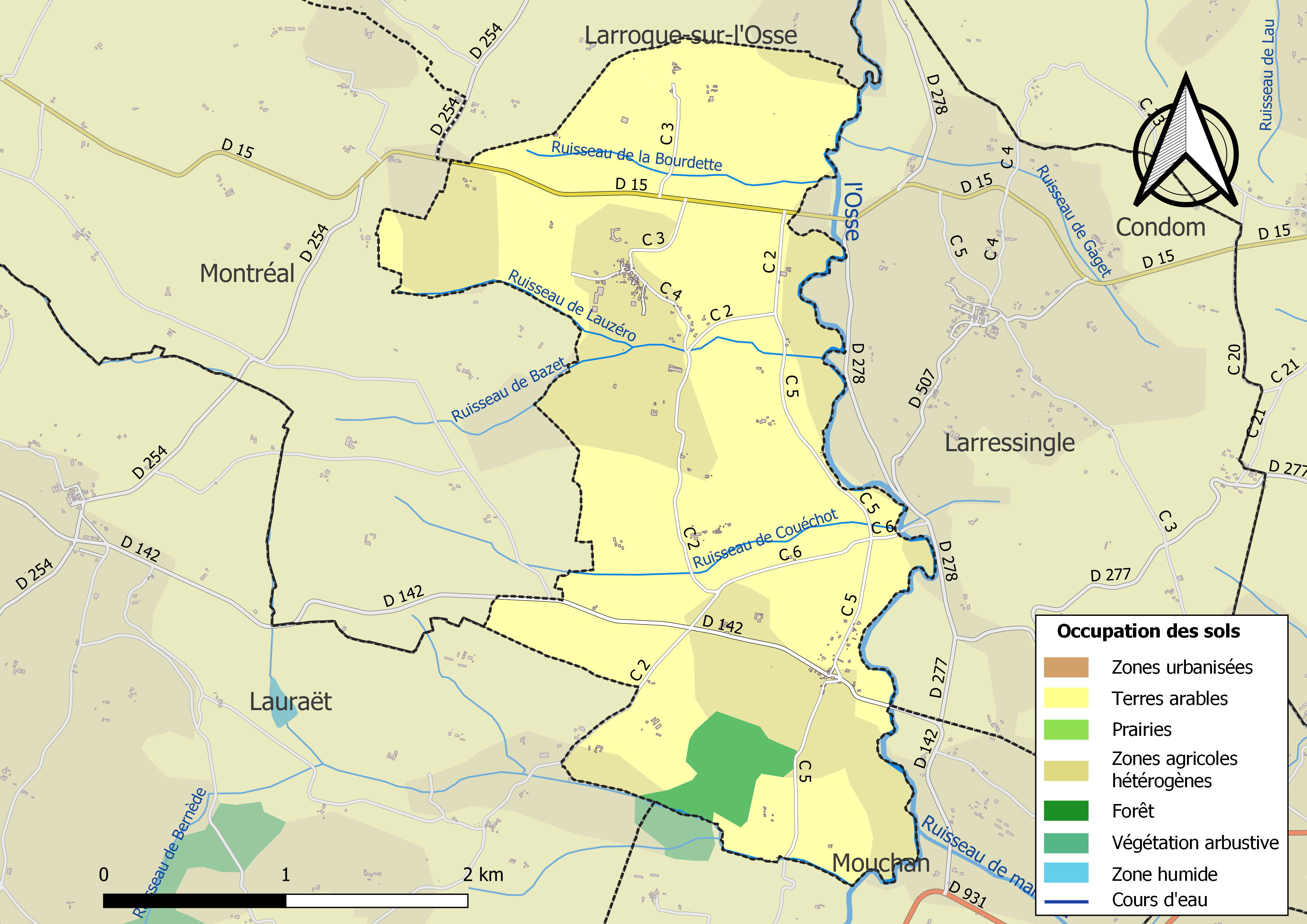
Carte des infrastructures et de l'occupation des sols de la commune en 2018 (CLC).

### Risques majeurs
Le territoire de la commune de Beaumont est vulnérable à différents aléas naturels : météorologiques (tempête, orage, neige, grand froid, canicule ou sécheresse), inondations et séisme (sismicité très faible). Un site publié par le BRGM permet d'évaluer simplement et rapidement les risques d'un bien localisé soit par son adresse soit par le numéro de sa parcelle.
Certaines parties du territoire communal sont susceptibles d’être affectées par le risque d’inondation par débordement de cours d'eau, notamment l'Osse. La cartographie des zones inondables en ex-Midi-Pyrénées réalisée dans le cadre du XIe Contrat de plan État-région, visant à informer les citoyens et les décideurs sur le risque d’inondation, est accessible sur le site de la DREAL Occitanie. La commune a été reconnue en état de catastrophe naturelle au titre des dommages causés par les inondations et coulées de boue survenues en 1999, 2000, 2009 et 2018,.

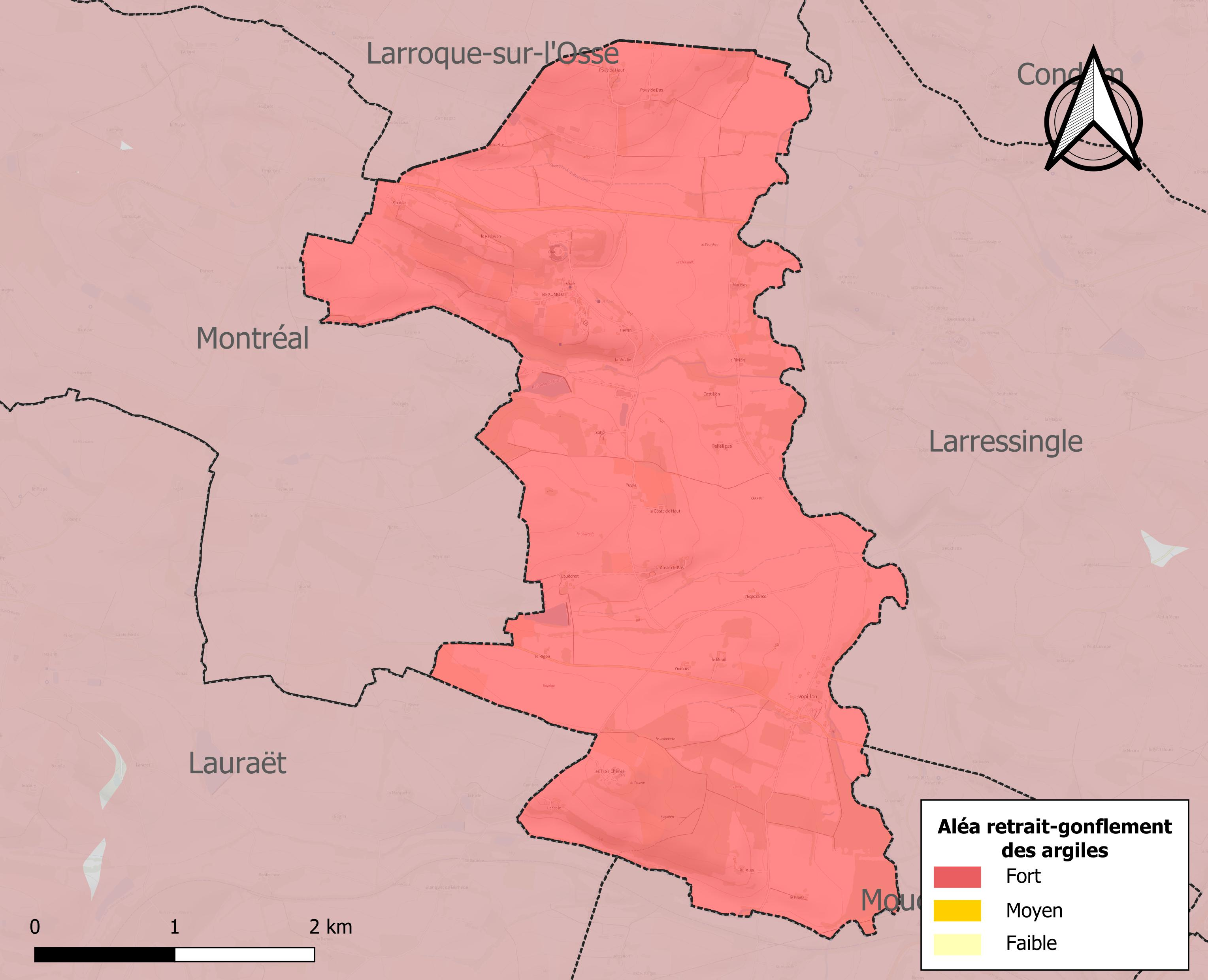
Carte des zones d'aléa retrait-gonflement des sols argileux de Beaumont.

Le retrait-gonflement des sols argileux est susceptible d'engendrer des dommages importants aux bâtiments en cas d’alternance de périodes de sécheresse et de pluie. La totalité de la commune est en aléa moyen ou fort (94,5 % au niveau départemental et 48,5 % au niveau national). Sur les 86 bâtiments dénombrés sur la commune en 2019, 86 sont en aléa moyen ou fort, soit 100 %, à comparer aux 93 % au niveau départemental et 54 % au niveau national. Une cartographie de l'exposition du territoire national au retrait gonflement des sols argileux est disponible sur le site du BRGM,.
Par ailleurs, afin de mieux appréhender le risque d’affaissement de terrain, l'inventaire national des cavités souterraines permet de localiser celles situées sur la commune.
Concernant les mouvements de terrains, la commune a été reconnue en état de catastrophe naturelle au titre des dommages causés par la sécheresse en 1989, 1991 et 2003 et par des mouvements de terrain en 1999.

## Politique et administration

### Liste des maires
| Période                                  | Période  | Identité       | Étiquette   | Qualité |
| ---------------------------------------- | -------- | -------------- | ----------- | ------- |
| 2001                                     | 2014     | Mario Spagnoli | DVD, ex-CNI |         |
| 2014                                     | 2019     | Jacques Maury  | DVD         |         |
| 2019                                     | En cours | Annie Dhainaut |             |         |
| Les données manquantes sont à compléter. |          |                |             |         |

## Population et société

### Démographie
L'évolution du nombre d'habitants est connue à travers les recensements de la population effectués dans la commune depuis 1793. Pour les communes de moins de 10 000 habitants, une enquête de recensement portant sur toute la population est réalisée tous les cinq ans, les populations de référence des années intermédiaires étant quant à elles estimées par interpolation ou extrapolation. Pour la commune, le premier recensement exhaustif entrant dans le cadre du nouveau dispositif a été réalisé en 2004.

En 2022, la commune comptait 125 habitants, en évolution de −10,71 % par rapport à 2016 (Gers : +1,04 %, France hors Mayotte : +2,11 %).
| 1793 | 1800 | 1806 | 1821 | 1831 | 1841 | 1846 | 1851 | 1856 |
| ---- | ---- | ---- | ---- | ---- | ---- | ---- | ---- | ---- |
| 225  | 209  | 223  | 233  | 231  | 400  | 402  | 355  | 355  |

| 1861 | 1866 | 1872 | 1876 | 1881 | 1886 | 1891 | 1896 | 1901 |
| ---- | ---- | ---- | ---- | ---- | ---- | ---- | ---- | ---- |
| 328  | 304  | 304  | 285  | 294  | 286  | 253  | 239  | 232  |

| 1906 | 1911 | 1921 | 1926 | 1931 | 1936 | 1946 | 1954 | 1962 |
| ---- | ---- | ---- | ---- | ---- | ---- | ---- | ---- | ---- |
| 200  | 208  | 206  | 220  | 214  | 204  | 204  | 195  | 195  |

| 1968 | 1975 | 1982 | 1990 | 1999 | 2004 | 2006 | 2009 | 2014 |
| ---- | ---- | ---- | ---- | ---- | ---- | ---- | ---- | ---- |
| 144  | 139  | 105  | 114  | 112  | 102  | 101  | 139  | 140  |

| 2019 | 2022 | - | - | - | - | - | - | - |
| ---- | ---- | - | - | - | - | - | - | - |
| 129  | 125  | - | - | - | - | - | - | - |

### Manifestations culturelles et festivités
- Fête communale : 1er dimanche de septembre[27] ;
- Fête locale : avant-dernier dimanche de juillet[27].

## Économie

### Emploi
|                | 2008  | 2013  | 2018  |
| -------------- | ----- | ----- | ----- |
| Commune        | 5,6 % | 4,3 % | 6,1 % |
| Département    | 6,1 % | 7,5 % | 8,2 % |
| France entière | 8,3 % | 10 %  | 10 %  |

En 2018, la population âgée de 15 à 64 ans s'élève à 85 personnes, parmi lesquelles on compte 81,7 % d'actifs (75,6 % ayant un emploi et 6,1 % de chômeurs) et 18,3 % d'inactifs,. Depuis 2008, le taux de chômage communal (au sens du recensement) des 15-64 ans est inférieur à celui de la France et du département.
La commune fait partie de la couronne de l'aire d'attraction de Condom, du fait qu'au moins 15 % des actifs travaillent dans le pôle,. Elle compte 20 emplois en 2018, contre 30 en 2013 et 18 en 2008. Le nombre d'actifs ayant un emploi résidant dans la commune est de 64, soit un indicateur de concentration d'emploi de 30,5 % et un taux d'activité parmi les 15 ans ou plus de 62 %.
Sur ces 64 actifs de 15 ans ou plus ayant un emploi, 15 travaillent dans la commune, soit 24 % des habitants. Pour se rendre au travail, 87,1 % des habitants utilisent un véhicule personnel ou de fonction à quatre roues et 12,9 % n'ont pas besoin de transport (travail au domicile).

### Activités hors agriculture
11 établissements sont implantés  à Beaumont au 31 décembre 2019.
Le secteur du commerce de gros et de détail, des transports, de l'hébergement et de la restauration est prépondérant sur la commune puisqu'il représente 45,5 % du nombre total d'établissements de la commune (5 sur les 11 entreprises implantées  à Beaumont), contre 27,7 % au niveau départemental.

### Agriculture
La commune est dans le Ténarèze, une petite région agricole occupant le centre du département du Gers, faisant transition entre lʼAstarac “pyrénéen”, dont elle est originaire et dont elle prolonge et atténue le modelé, et la Gascogne garonnaise dont elle annonce le paysage. En 2020, l'orientation technico-économique de l'agriculture  sur la commune est la polyculture et/ou le polyélevage.
|               | 1988 | 2000 | 2010 | 2020 |
| ------------- | ---- | ---- | ---- | ---- |
| Exploitations | 22   | 11   | 11   | 11   |
| SAU (ha)      | 561  | 549  | 585  | 530  |

Le nombre d'exploitations agricoles en activité et ayant leur siège dans la commune est passé de 22 lors du recensement agricole de 1988  à 11 en 2000 puis à 11 en 2010 et enfin à 11 en 2020, soit une baisse de 50 % en 32 ans. Le même mouvement est observé à l'échelle du département qui a perdu pendant cette période 51 % de ses exploitations,. La surface agricole utilisée sur la commune a également diminué, passant de 561 ha en 1988 à 530 ha en 2020. Parallèlement la surface agricole utilisée moyenne par exploitation a augmenté, passant de 26 à 48 ha.

## Culture locale et patrimoine

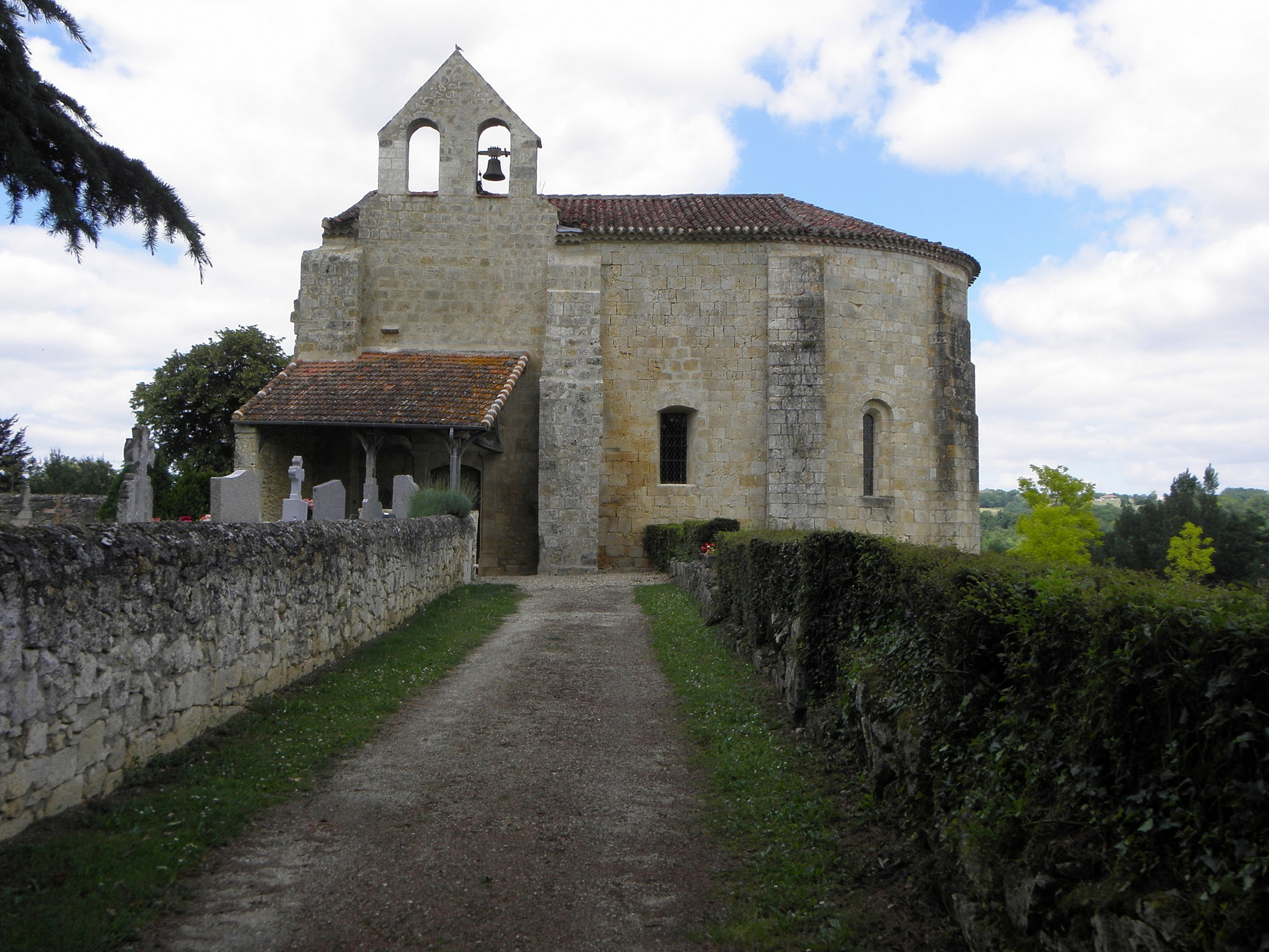
Église Notre-Dame de Vopillon

### Lieux et monuments
- L'église Notre-Dame de Vopillon datant du XIe – XIIe siècle est de style roman[32]. L'édifice est en cours de restauration. Elle bénéficie du soutien de la "Fondation du Patrimoine" qui fonctionne grâce aux dons de souscripteurs. L'Association locale ARTIGA dont le but est de promouvoir et/ou de participer à la sauvegarde du patrimoine local, soutient également cette restauration. L'église est inscrite à l'inventaire des monuments historiques depuis 1971[32].
- Église Saint-Pierre de Beaumont.

- Le pont d'Artigues[33] : pour franchir l'Osse, à l’ouest de Condom, le chemin qui conduit au pont de l’Artigue est le début d’une voie connue sous le nom de "Via publica Sancti Jacobi", route publique de Saint-Jacques-de-Compostelle, et qui mène jusqu’aux Pyrénées. Ce pont aux quatre arches inégales, fut construit sur l'Osse – à l'emplacement d'un très vieux pont romain – pour les pèlerins de Saint-Jacques-de-Compostelle : le propriétaire en était le diocèse de Compostelle. Il y avait à proximité un hôpital et une chapelle tenue par les chevaliers de Saint-Jean de Jérusalem. Ils sont remplacés, en 1254, par les chevaliers de Saint-Jacques de l'Epée.
Quinze ans plus tard, ils le cédèrent aux chevaliers de Saint-Jacques de la Foi et de la Paix, fondés par un archevêque d'Auch. Il ne reste rien de l'hôpital monastère qui était à côté. La rumeur dit que les pierres ont servi à construire en 1860 une métairie située à proximité. La chapelle (notée "Chapelle de l'Artigue" sur la carte de Cassini) a été desservie jusqu'à la fin du XVIIIe siècle, puis a été vendue comme Bien national en 1793 pour 700 livres.
Le pont a été classé en 1998 au patrimoine mondial de l'Humanité de l'Unesco au titre des Chemins de Saint-Jacques de Compostelle en France[34]. Il est inscrit au titre des monuments historiques en 2017.
- Château de Beaumont[35] que Louis de Pardailhan, marquis de Montespan « enterré vivant dans ses terres » a embelli. Il a été reconstruit de 1606 à 1622 par Pierre Souffron.
Il se caractérise par de beaux parquets, de larges terrasses et une élégante galerie d'arcades surplombant la partie des douves conservées.

### Personnalités liées à la commune
- Ève Ruggieri (1939-), productrice et animatrice de télévision et de radio, habite à Beaumont-sur-l'Osse dans un château qui avait, autrefois, appartenu au marquis de Montespan[36].

### Héraldique
Pour un article plus général, voir Armorial des communes du Gers.
| Blason de Beaumont (Gers) | Blason  | D'argent à un lion de gueules ; à la bordure crénelée de sinople ; au chef voûté de gueules, brochant sur la bordure et chargé de deux étoiles d'argent. |
| Blason de Beaumont (Gers) | Détails | Le lion est celui des armes du comté d'Armagnac et du département du Gers. La bordure crénelée évoque le château de Beaumont. Enfin, le chef vouté symbolise la baie de l'église romane de Vopillon où les étoiles rappellent les seigneurs du village. Création Joël Baylot. Adopté le 3 avril 2025. |